# Pat Matzdorf
Pat Matzdorf, eigentlich Patrick Clifford Matzdorf; (* 26. Dezember 1949 in Sheboygan, Wisconsin) ist ein ehemaliger US-amerikanischer Hochspringer.
Für die University of Wisconsin startend wurde er 1970 NCAA-Meister mit 2,16 m und 1971 NCAA-Hallenmeister mit 2,18 m.
Am 3. Juli 1971 stellte in Berkeley beim Länderkampf der USA gegen die Sowjetunion mit 2,29 m einen Weltrekord auf. Kurz danach siegte er bei den Panamerikanischen Spielen in Cali mit 2,10 m.
1972 verpasste er als Fünfter der US-Ausscheidungskämpfe die Teilnahme an den Olympischen Spielen in München.